# HMS Africa (1905)
La HMS Africa fu una corazzata pre-dreadnought della Royal Navy, penultima della classe King Edward VII. Fu impostata il 27 gennaio 1904, varata il 20 maggio 1905 e completata nel novembre 1906. Come tutte le pariclasse (tranne la HMS King Edward VII) portava il nome di un'importante parte dell'impero britannico.
L'Africa era una nave potente quando fu progettata, ma durante la sua costruzione ci furono avanzamenti rivoluzionari nella progettazione navale. Già un mese dopo essersi unita alla flotta si poteva definire obsoleta nei confronti della rivoluzionaria HMS Dreadnought.
Fu posta in disarmo nel 1918 e posta sulla lista di vendita nel marzo 1920. Fu venduta per la demolizione il 30 giugno 1920 e demolita a Newcastle.

## Caratteristiche tecniche
L'HMS Africa fu impostata presso l'arsenale di Chatham il 27 gennaio 1904, varata il 20 maggio 1905 e completata nel novembre 1906. Fu l'ultima corazzata costruita a Chatham siccome tutte le navi posteriori furono troppo grosse per il cantiere.
Anche se l'Africa e le sue sette gemelle della classe King Edward VII erano dirette discendenti della classe Majestic, furono anche le prime a scostarsi nettamente dal progetto delle Majestic, stazzando circa 1000 t in più e montando per la prima volta nella batteria intermedia quattro cannoni da 234 mm oltre ai normali cannoni da 152 mm. I cannoni da 234 mm erano a tiro rapido come quelli da 152 mm ma il proiettile più pesante li rendeva armi formidabili per i tempi in cui l'Africa e le sue gemelle furono progettate. Furono adottati a causa del pensiero che le corazzate britanniche fossero sottoarmate per il loro dislocamento e rispetto alle navi straniere, che avevano iniziato a montare cannoni da 203 mm come batteria intermedia. I quattro cannoni da 234 mm erano montati in torrette singole a pruavia dell'albero di maestra e di trinchetto, potendo così usarne due in ogni bordata. Anche così l'Africa e le sue gemelle vennero criticate per non avere un armamento secondario uniforme, ipotesi considerata ma poi scartata perché considerata troppo radicale. Alla fine si dimostrò impossibile distinguere gli impatti dei proietti da 234 e 152 mm, rendendo la direzione di tiro poco pratica per entrambi i calibri, anche se l'Africa aveva postazioni per la direzione di tiro sopraelevate invece delle coffe di combattimento delle precedenti classi.
Come tutte le corazzate britanniche a partire dalla classe Majestic, le King Edward VII avevano 4 cannoni da 305 mm in due torrette binate, una a prua e una a poppa, anche se le tre ultime King Edward, inclusa la Africa, montavano cannoni Mark X, un miglioramento dei Mark IX montati sulle prime cinque navi della classe. il posizionemanto dei pezzi da 152 mm in casematte fu dismesso con questa classe di navi e questi cannoni furono invece piazzati in una batteria centrale a mezza nave protetta da muri corazzati da 178 mm. Per il resto la corazzatura dell'Africa era pressoché identica a quella della classe London, se non per qualche dettaglio.
L'Africa e le sue navi gemelle furono le prime navi ad avere timoni compensati dagli anni 70 dell'Ottocento e furono unità molto manovrabili, con un cerchio di evoluzione di 310 m a 15 nodi. Erano però difficili da mantenere in rotta e questa caratteristica le diede il soprannome di "the Wobbly Eight" (le trabalanti otto) durante il loro servizio, dal 1914 al 1916, nella Grand Fleet. Avevano un rollio leggermente più rapido delle precedenti classi di corazzate britanniche ma erano comunque buone piattaforme di tiro, anche se molto bagnate col brutto tempo.
L'Africa utilizziva principalmente carbone per la propulsione ed ebbe anche installati, per la prima volta su di una corazzata britannica, spruzzatori d'olio, come anche tutte le sue gemelle eccetto la HMS New Zealand. Questo permetteva di aumentare rapidamente la pressione del vapore, migliorando l'accelerazione. Le otto navi ebbero quattro diverse disposizioni delle caldaie per poter svolgere studi comparativi. L'Africa aveva 12 caldaie a tubi d'acqua Babcock & Wilcox e 3 caldaie cilindriche che le permisero di superare la velocità di progetto alle prove in mare, nelle quali superò i 18,95 nodi.
L'Africa era una potente nave quando fu progettata e raggiunse pienamente gli obiettivi del suo progetto. Purtroppo gli anni in cui fu concepita furono tempi di enormi innovazioni nel campo dei cannoni navali, del controllo del tiro, delle corazzature e delle soluzioni propulsive. Questo fece sì che alla sua entrata in servizio, dopo solo un mese, la nave fosse già obsoleta a causa dell'entrata in servizio della rivoluzionaria HMS Dreadnought. Per il 1914 l'Africa e tutte le corazzate pre-dreadnought erano così sorpassate che furono utilizzate tra il 1914 e il 1916 per navigare davanti a formazioni di corazzate dreadnought per proteggerle dalle mine navali, avvistandole o colpendole per prime.

## Servizio
La HMS Africa entrò in servizio il 6 novembre 1906 presso l'Atlantic Fleet. Il 4 marzo 1907 fu trasferita alla Channel Fleet ed il 23 marzo ebbe una collisione davanti a Portland con la nave mercantile SS Ormuz, soffrendo solo danni minori.
L'Africa fu trasferita alla divisione del Nore della Home Fleet nel giugno 1908 e nell'aprile 1909 fu spostata alla seconda divisione. Dopo questo periodo, dal 25 aprile 1911, servì come nave ammiraglia del viceammiraglio Sir William Henry May,  comandante della terza e quarta divisione della Home Fleet. La corazzata King Edward VII la sostituì il 24 luglio 1911. Nel novembre 1911 fu posta in riseva presso il Nore con una riduzione sostanziale dell'equipaggio.
Nel gennaio 1912 l'Africa prese parte ad esperimenti aeronautici al largo di Sheerness. Fu equipaggiata per far decolare un aereo con una pista inclinata verso l'acqua, lunga 30 m, installata a prua, posta sopra la torretta da 305 mm prodiera. L'equipaggio dell'Africa provò la resistensa e stabilità dei binari guida della pista saltandoci sopra e posizionarono l'aereo, uno Short Improved S.27 con motorizzazione Gnome. Il pilota, il tenente Charles Samson, fu il primo a tentare il decollo da una nave il 10 gennaio 1912 mentre la nave era ancorata nel fiume Medway.  L'aereo si mosse rapidamente giù dalla rampa, si tuffò leggermente ma fu subito recuperato dal pilota che lo alzò agevolmente. Samson effettuò vari passaggi sull'Africa, seguito dall'incitamento dell'equipaggio, e in un passaggio passò addirittura pericolosamente troppo vicino alla nave. Dopo pochi minuti Samson salì a 240 m e concluse il suo storico volo atterrando in un campo di volo sulla terra ferma. L'Africa trasferì l'equipaggiamento per il volo sulla gemella Hibernia nel maggio 1912.  Sulla base degli esperimenti svolti sulle corazzate Africa, Hibernia e London, la Royal Navy concluse che gli aerei erano utili per la ricognizione e altri compiti della flotta ma anche che una rampa fissa su di una corazzata interferiva troppo con il tiro dei cannoni e che il recupero degli idrovolanti risultava troppo complesso per essere svolto di routine.
L'Africa fu sottoposta ad un raddobbo all'arsenale di Chatham nel 1912. Con la riorganizzazione della flotta nel maggio 1912, ritornò alla completa operatività e, come tutte le sue navi gemelle, fu assegnata al 3rd Battle Squadron, parte della prima flotta della Home Fleet. La squadra fu distaccata nel Mediterraneo nel novembre 1912 a causa della prima guerra dei Balcani (ottobre 1912– maggio 1913). Arrivò a Malta il 27 novembre 1912 e partecipò ad un blocco navale, da parte di forze internazionali, del Montenegro e all'occupazione di Scutari. L'Africa e l'Hindustan ritornarono nel Regno Unito nel febbraio 1913 e furono temporaneamente inserite nel 4th Battle Squadron. il 27 giugno 1913 si ricongiunsero col resto del 3rd Battle Squadron, che nel frattempo era tornato in patria.

### Prima guerra mondiale
Allo scoppio della prima guerra mondiale il 3rd Battle Squadron fu assegnato alla Grand Fleet e basato a Rosyth. Fu utilizzato per supportare gli incrociatori della Grand Fleet nella Northern Patrol. Il 2 novembre 1914 la squadra fu distaccata per rinforzare la Channel Fleet e fu spostata a Portland. Ritornò al servizio con la Grand Fleet il 13 novembre 1914.
L'Africa servì nella Grand Fleet fino all'aprile 1916, essendo sottoposta ad un raddobbo dal dicembre 1915 al gennaio 1916, a Belfast. Durante la navigazione della flotta spesso la nave e le sue gemelle navigavano davanti a divisioni di molto più utili dreadnought per proteggerle dalle mine, trovandole per prime o essendone colpite.
Il 29 aprile 1916 il 3rd Battle Squadron fu spostato nuovamente a Sheerness e il 3 maggio 1916 la squadra fu separata dalla Grand Fleet per essere trasferita al comando del Nore. L'Africa rimase lì fino all'agosto 1916.
L'Africa fu sottoposta a revisione presso l'arsenale di Portsmouth nell'agosto 1916. Al termine, nel settembre 1916, la nave lasciò il 3rd Battle Squadron per essere trasferita nell'Adriatico, dove una squadra britannica rinforzava la Regia Marina contro la marina austroungarica sin dall'entrata in guerra dell'Italia nel 1915. Lasciò l'Adriatico nel gennaio 1917 per essere raddobbata a Gibilterra, dove i cannoni da 152 mm sul ponte di coperta furono rimpiazzati con 4 cannoni sul ponte superiore siccome la precedente sistemazione li rendeva bagnati anche con mare poco agitato.
Nel marzo 1917 l'Africa fu unita al 9th Cruiser Squadron per pattugliare l'Atlantico e scortare convogli. Fu principalmente basata in Sierra Leone per poter scortare convogli tra il paese e Città del Capo, in Sud Africa. Fu nuovamente raddobbata a Rio de Janeiro, in Brasile, dal dicembre 1917 al gennaio 1918.
Nel settembre 1918, mentre era in Sierra Leone, parte dell'equipaggio si ammalò per la pandemia dell'influenza spagnola, che era scoppiata quell'anno. Il numero dei malati duplicò ogni giorno, da una manciata all'inizio del mese fino al 9 settembre, quando 476 membri dell'equipaggio furono dichiarati malati. Quello stesso giorno un marinaio fu dichiarato morto a causa della polmonite che era seguita all'influenza. Cinque marinai morirono il 12 settembre. Il giorno seguente ci furono otto nuovi decessi. Il 14 settembre 10 altri marinai morirono. L'Africa mandò giornalmente a riva squadre per sotterrare i morti la nave fu messa in quarantena. Per quando ammainò la bandiera della quarantena, il 30 settembre 1918, 52 membri dell'equipaggio erano morti in un equipaggio di meno di 800 uomini.
Nell'ottobre 1918 l'Africa ritornò nel Regno Unito e nel novembre dello stesso anno fu posta in riserva.

### Dopoguerra
Dopo la prima guerra mondiale l'Africa fu brevemente usata come deposito per il 9th Cruiser Squadron ed utilizzata come nave caserma. Nel dicembre 1919 fu selezionata per rimpiazzare l'incrociatore Diadem come nave scuola per i fuochisti a Portsmouth ma l'incarico fu poi cancellato.

## Destino finale
L'Africa fu posta nella lista di vendita nel marzo 1920 e fu venduta per la demolizione alla Ellis & Company di Newcastle il 30 giugno 1920. Fu in seguito demolita Newcastle.